# Kupferresinat
Kupferresinat ist eine grüne und transparente Lasur, die vor allem in der Malerei verwendet wird. Diese wird aus einer Kombination von Kupfersalzen und Harzen hergestellt. Sie wird auch transparentes Kupfergrün genannt.

## Eigenschaften
Kupferresinat besteht überwiegend aus Kupfersalzen und Harzsäure. Abhängig von der Herstellungsart weist es einen neutralen bis warmen Grünton auf.
Um die Lichtbeständigkeit zu testen, wurden Versuche mit verschiedenen Lichtquellen durchgeführt. Die Farbe verfärbt sich bei einer intensiven Ultraviolettstrahlung und erhält einen bräunlichen Ton. Tageslicht oder ein kürzeres Bestrahlungsintervall haben eine geringe bis gar keine Auswirkung auf das Erscheinungsbild.
Außer der Einstrahlung ist auch das verwendete Harz ein weiteres Kriterium. Vergleichsweise besitzt Venezianisches Terpentin wenige Säuregruppen und kann somit schlechter mit dem Kupfer im Grünspan reagieren. Daraufhin kann nur schlecht Kupferresinat gebildet werden und die Bindung ist weniger stabil und kann durch Lichteinstrahlung besser angegriffen werden. Im Gegensatz dazu bietet Kiefernharz mit seinen vielen Säuregruppen eine deutlich stabilere Bindung, daraus folgend ein lichtbeständiges Kupferresinat. Beim Erhitzen schmilzt es und färbt sich braun. Bei hoher Temperatur und langem Zeitraum wird der Werkstoff zu schwarzem Kupferoxid und Kohlenstoff zersetzt.
Die Zugabe von organischen Lösungen, wie Benzol oder Chloroform, sorgt für die Löslichkeit von Kupferresinat. Jedoch ist die Farbe nicht löslich, wenn sie in einem trockenen Ölfilm eingeschlossen wird.

## Herstellung
Da die Definition von Kupferresinat so breit gefächert ist, besteht daraus folgend auch keine einheitliche Herstellungsart. Eine der ältesten Methoden zur Herstellung von Kupferresinat geht hervor aus den Aufzeichnungen des Mediziners Théodore Turquet de Mayerne aus dem 17. Jahrhundert. In dem Mayerne-Manuskript beschrieb er die Herstellung wie folgt: zwei Unzen venezianisches Terpentin und eineinhalb Unzen Terpentin vermischen, danach zwei Unzen zerkleinertes Grünspan hinzufügen und über heißer Asche kochen lassen. Aufgetragen auf Glas lässt sich die Farbqualität überprüfen. Zum Schluss muss das Kupferresinat durch ein Leinentuch gefiltert werden. Durch dieses Verfahren wird eine dickflüssige und transparente Masse hergestellt, die über mehrere Monate nur sehr langsam trocknet. Das Endprodukt kann entweder sofort als Glasur oder zu Pulver verarbeitet werden.
Eine weitere Herstellungsart ist in den Aufzeichnungen eines florentinischen Buches von Birelli aus dem Jahr 1601 festgehalten worden. Dieses beschreibt die Methode, eine grüne Farbe herzustellen, welche für Glas verwendet werden kann: ein Pfund weißes Terpentinharz, drei Unzen Mastix und eine halbe Unze Wachs zusammen geben und über mäßigem Feuer auf Kohle aufkochen lassen. Dabei muss das Gemisch permanent umgerührt werden. Danach wird alles in einen anderen Behälter umgegossen und eine Unze Grünspan schrittweise hinzugegeben. Das konstante Rühren ermöglicht eine gleichmäßige Vermischung der Inhaltsstoffe. Schlussendlich wird das Gefäß zurück in die Holzkohleasche gestellt. Das erneute Erwärmen des Gemisches sorgt dafür, dass die Farbe sich wieder verflüssigt und sich somit gleichmäßiger auftragen lässt. Derselbe Autor beschreibt eine zweite Möglichkeit zur Anfertigung von einem sogenannten smaragdähnlichen Grünton bestehend aus Leinöl, Alunit und hochwertigem Grünspan, zu denen später Kiefernharz hinzugefügt wird.
Bei der heutigen Herstellung reagiert eine Kupfersalzlösung mit einer flüssigen Natriumresinatlösung.
Ein weiteres Vorgehen ist das Schmelzen von Harz mit reaktionsfähigen Kupfersalzen.

## Geschichte
Die meiste Verwendung fand Kupferresinat zwischen der Renaissance- und Barockzeit.
Die ersten vermuteten Nachweise lassen sich bis in das Mittelalter zurückverfolgen. Hierbei wurde es in Bilderhandschriften verwendet. Gebraucht wurde sie aber vor allem in den niederländischen und italienischen Ölgemälden des sechzehnten Jahrhunderts. Danach ging der Gebrauch der Farbe in ganz Europa deutlich zurück. Man vermutet, dies läge an der braunen Verfärbung vom Kupferresinat.
Jedoch können keine dieser Entdeckungen als Fakten angenommen werden, da das Kupferresinat auch durch eine Reaktion mit der Lichteinstrahlung oder anderen Pigmenten hätte entstehen können. Bis jetzt reichen die wissenschaftlichen Kenntnisse nicht aus, um diesen Nachweis zu be- oder zu widerlegen.

## Nachweis
Der Kupfergehalt in transparenten Grüntönen ist nicht ausreichend für einen Beweis von Kupferresinat, da dieser unter dem Mikroskop keine einzelnen Pigmentpartikel anzeigt. Stattdessen wird die Harzsäure mithilfe von Dünnschichtchromatographie oder Gaschromatographie nachgewiesen. In der Praxis wird Gaschromatographie selten verwendet, da diese eine Farbprobe von ungefähr einem Milligramm benötigt, die in den wenigsten Fällen zur Verfügung gestellt werden kann. Deswegen ist Gaschromatographie mit Massenspektrometrie-Kopplung am geeignetsten. In diesem Prozess entnimmt man freie Säuregruppen des Harzes und lässt es zu Methylester reagieren, um es dann mit seinem Massenspektrum zu bestimmen. Dadurch lässt sich der stabile dehydroabietatische Anteil der Harzschicht nachweisen.